# Ryan Telfer
Ryan Telfer (Mississauga, Ontario, Canadá, 4 de marzo de 1994) es un jugador de fútbol profesional trinitense de origen canadiense que juega como centrocampista en el HFX Wanderers F. C. de la Canadian Premier League. Es internacional con la selección de Trinidad y Tobago.

## Inicios
Telfer comenzó su carrera a nivel juvenil con el Erin Mills Eagles, y finalmente firmó en 2012 con su primer equipo, el Mississauga Eagles F. C. de la Canadian Soccer League, más no pudo debutar con dicho equipo. En 2015, jugó a nivel universitario con el York Lions, donde ganó el campeonato OUA (Ontario University Athletics) y el CIS (Canadian Interuniversity Sports).

## Carrera

### Clubes
Telfer jugó con el club Vaughan Azzurri durante la temporada 2016. El 24 de marzo de 2017 firmó con el Toronto FC II de la United Soccer League. Hizo su debut el 25 de marzo de 2017 contra Phoenix Rising FC, donde marcó el único gol en una victoria por 1-0. El 13 de abril de 2018, Telfer firmó con el primer equipo del Toronto FC. El 14 de abril de 2018, Telfer hizo su debut profesional contra los Colorado Rapids. El 18 de mayo de 2018, Telfer marcó su primer gol con el club contra el Orlando City, en un partido que fue victoria para los de su equipo. El 6 de marzo de 2019 Telfer fue enviado de préstamo durante toda la temporada al York 9 FC. Telfer marcó el primer gol en la historia de la Premier League canadiense contra Forge FC en el partido inaugural de la liga el 27 de abril de 2019, que finalmente terminó en un empate 1-1.
| Club                     | País           | Año       | Partidos | Goles |
| ------------------------ | -------------- | --------- | -------- | ----- |
| Mississauga Eagles F. C. | Canadá         | 2012      | 0        | 0     |
| Vaughan Azzurri          | Canadá         | 2016      | 5        | 1     |
| Toronto FC II            | Canadá         | 2017-2018 | 38       | 1     |
| Toronto F. C.            | Canadá         | 2018-2019 | 16       | 1     |
| York9 F. C. (préstamo)   | Canadá         | 2019      | 26       | 8     |
| Nea Salamina             | Chipre         | 2020      |          |       |
| York9 F. C.              | Canadá         | 2020      |          |       |
| Atlético Ottawa          | Canadá         | 2021      |          |       |
| Columbus Crew 2          | Estados Unidos | 2022      |          |       |
| Miami F. C.              | Estados Unidos | 2023      |          |       |
| HFX Wanderers F. C.      | Canadá         | 2024-     |          |       |

### Selección nacional
Nacido en Canadá y criado en Trinidad y Tobago, Telfer era elegible para ambos países. En agosto de 2019, el entrenador de Canadá John Herdman mencionó que Telfer era un jugador que podía ser considerado para futuros compromisos de la selección. No obstante, Telfer acudió al llamado de Trinidad y Tobago el 3 de septiembre de 2019 para dos partidos de la Liga de Naciones de la Concacaf 2019-20 contra Martinica. Telfer hizo su debut con Trinidad y Tobago en el primer partido contra Martinica el 6 de septiembre. En el segundo partido del 9 de septiembre, marcó su primer gol internacional. El 11 de noviembre marca un doblete en la mayor goleada en la historia de la selección por 15-0 ante Anguila, fue sustituido al medio tiempo en el cual los Soca Warriors ya ganaban por un aplastante 10-0.

#### Partidos internacionales
| 1. | 6 de septiembre de 2019 | Estadio Pierre Aliker, Fort-de-France, Martinica          | Trinidad y Tobago | 1-1  | Martinica |         | Liga de Naciones de la Concacaf 2019-20 | 77' |
| 2. | 9 de septiembre de 2019 | Estadio Hasely Crawford, Puerto España, Trinidad y Tobago | Trinidad y Tobago | 2-2  | Martinica | 46'     | Liga de Naciones de la Concacaf 2019-20 | 90' |
| 3. | 10 de octubre de 2019   | Estadio Hasely Crawford, Puerto España, Trinidad y Tobago | Trinidad y Tobago | 0-2  | Honduras  |         | Liga de Naciones de la Concacaf 2019-20 | 87' |
| 4. | 11 de noviembre de 2019 | Estadio Ato Boldon, Couva, Trinidad y Tobago              | Trinidad y Tobago | 15-0 | Anguila   | 10' 21' | Partido amistoso                        | 46' |